# Allyson (Futebolista)
Allyson Aires dos Santos, mais conhecido como Allyson (São Paulo, 23 de outubro de 1990), é um futebolista brasileiro que atua como zagueiro. Atualmente, está no Guarani.

## Carreira
Allyson surgiu na base do Nacional-SP, tendo passagens por clubes como Grêmio Barueri, Independente de Limeira e Atlante.
Teve uma extensa passagem em clubes de Israel, entre eles Maccabi Petah Tikva, Maccabi Haifa e Bnei Yehuda, se destacando e chamando atenção do mercado turco.
Na Turquia teve passagem por dois clubes, o Bandırmaspor e o Ümraniye, em 2023 encerra sua carreia no exterior e volta ao Brasil para jogar com o Cuiabá.
No meio de 2024 acerta com Sport, e na virada do ano para 2025 joga por empréstimo no Botafogo-SP.
Após o fim do contrato com o clube de Recife, acertou com o Guarani para o seguimento da série C de 2025.

## Títulos
Cuiabá
- Campeonato Mato-Grossense: 2024